# Kim Leine
Kim Leine Rasmussen, né le 28 août 1961  à Bø, est un écrivain dano-norvégien.

## Biographie
Il obtient le grand prix de littérature du Conseil nordique en 2013 pour Profeterne i Evighedsfjorden (Les Prophètes du fjord de l’Éternité).

## Thèmes
Deux de ses romans traitent de l'histoire de la présence danoise ou norvégienne au Groenland :
- Les Prophètes du fjord de l'Éternité (2012) sur la période viking (930-985) : Établissement de l'Est, Établissement de l'Ouest
- L'Homme rouge et l'homme en noir (2018) sur le début de la seconde colonisation scandinave (1721-1940), principalement autour du personnage du missionnaire luthérien Hans Egede (1686-1758), dans les années 1721-1735.
- Efter Åndemaneren (2021), troisième tome de la trilogie, non encore traduit en français

## Œuvres
- Kalak (2007)
- Valdemarsdag (2008)
- Tunu (2009)
- Profeterne i Evighedsfjorden (2012) : traduit du danois sous le titre Les Prophètes du fjord de l'Éternité par Alain Gnaedig, Paris, Éditions Gallimard, coll. « Du monde entier », 2015, 553 p.  (ISBN 978-2-07-013930-9)
- Afgrunden (2015) : traduit du danois sous le titre L'abîme par Alain Gnaedig, Paris, Éditions Gallimard, coll. « Du monde entier », 2018, 640 p.
- Rød Mand/Sort Mand (2018) : traduit du danois sous le titre L'Homme rouge et l'homme en noir par Alain Gnaedig, Paris, Éditions Gallimard, coll. « Du monde entier », 2020, 630 p.  (ISBN 978-2-07-282992-5)